# Sergio Maggini
Pour les articles homonymes, voir Maggini.
Sergio Maggini (né le 14 février 1920 à Seano et mort le 5 avril 2021 à Quarrata) est un coureur cycliste italien.

## Biographie
Professionnel de 1945 à 1951, Sergio Maggini a notamment remporté une étape du Tour d'Italie 1949, Milan-Turin et le Tour du Piémont. Son frère cadet Luciano Maggini a également été coureur professionnel.
En septembre 2019, une exposition est organisée à Quarrata en hommage à Sergio Maggini et son défunt frère Luciano,. Devenu centenaire en 2020, il est alors le plus ancien vainqueur d'étape du Tour d'Italie encore en vie, depuis le décès de Giovanni Corrieri en janvier 2017.
Il meurt le 5 avril 2021 à Quarrata, âgé de 101 ans.

## Palmarès
- 1944
  - Coppa Italica
  - 2e du Trophée Pontecchi

- 1945
  - Coppa Bernocchi
  - 2e du Trophée Matteotti
  - 2e de la Coppa Dani
  - 3e du championnat d'Italie sur route

- 1946
  - Tour du Piémont
  - GP UVI
  - 2e du Grand Prix de l'industrie et du commerce de Prato
  - 2e du Tour d'Émilie

- 1947
  - Grand Prix de l'industrie et du commerce de Prato
  - Trophée Baracchi
  - Coppa Tempora
  - 2e de la Coppa Bernocchi
  - 3e de Milan-San Remo

- 1948
  - Milan-Turin
  - 3e du Tour de Toscane

- 1949
  - 2e étape du Tour d'Italie
  - 2e de la Coppa Bernocchi

- 1950
  - Sesto-Fiorentino

- 1951
  - 7e de Milan-San Remo

## Résultats sur le Tour d'Italie
- 1946 : abandon
- 1947 : abandon
- 1949 : abandon, vainqueur de la 2e étape